# Jelena Volkova
Jelena Veniaminovna Volkova (Russisch: Елена Вениаминовна Волкова) (Vologda, 9 april 1983) is een Russische basketbalspeelster, die speelt voor het nationale team van Rusland.

## Carrière
Volkova begon haar carrière bij Tsjevakata Vologda in 1998. In 2009 stapte ze over naar UMMC Jekaterinenburg. Met UMMC werd ze één keer Landskampioenschap van Rusland in 2010. Ook werd ze Bekerwinnaar van Rusland in 2010. In 2010 keerde ze terug bij Tsjevakata Vologda. In 2013 stapte ze over naar Dinamo Koersk. Met Dinamo werd ze derde om het landskampioenschap van Rusland in 2014. Ook haalde ze in 2014 de finale van de EuroCup Women. Ze verloren van Dinamo Moskou uit Rusland. De eerste wedstrijd verloren ze met 97-65 en wonnen ze de tweede wedstrijd met 61-85. Dit was niet voldoende voor de eindoverwinning. In 2014 stapte ze over naar Nadezjda Orenburg. In 2015 keerde ze voor de derde keer terug bij Tsjevakata Vologda.
Met het nationale team van Rusland haalde Volkova zilver op het Europees Kampioenschap in 2009.

## Erelijst
- Landskampioen Rusland: 1
  - Winnaar: 2010
  - Tweede: 2015
  - Derde: 2014
- Bekerwinnaar Rusland: 1
  - Winnaar: 2010
- EuroCup Women:
  - Runner-up: 2014
- Europees Kampioenschap:
  - Zilver: 2009